# О’Коннелл, Кристофер
Кристофер О'Коннелл (англ. Christopher O'Connell; род. 3 июня 1994, Сидней) — австралийский теннисист.

## Спортивная карьера
О'Коннелл сыграл свой первый профессиональный матч в 2011 году в рамках третьего тура ITF Future Tour. В 2012 году он получил стипендию в Австралийском институте спорта, целью которого является популяризация элитного спорта. Не играл в Туре почти два года, прежде чем в 2014 году получил wild card на отборочном турнире Challenger в Берни и сразу же вышел в четвертьфинал. После этого последовала серия турниров в Европе, где выиграл свой первый титул Future в Хорватии. В 2015 году он сыграл несколько матчей в турах Future и Challenger, причем его лучшим результатом стал четвертьфинал в Кимчхоне. В 2016 году О'Коннелл выиграл пять титулов Future и сыграл почти 80 матчей, чтобы набраться игровой практики. Его улучшенный рейтинг привел к тому, что австралиец все чаще играл в турнирах Challengers во второй половине 2015 года. Впервые смог выйти в полуфинал в Сибиу. 
В начале 2017 года О'Коннелл получил wild card на квалификацию турнира ATP-тура в Сиднее. Оказавшись в основной сетке, в первом раунде проиграл Гаштану Элиашу. Он получил приглашение и на Открытый чемпионат Австралии по теннису, где проиграл 15-й ракетке мира Григору Димитрову в трех сетах. 
На Открытом чемпионате США по теннису в 2020 году Кристофер впервые в карьере выиграл матч на турнирах Большого шлема, обыграв Ласло Дьере из Сербии. Во втором раунде он уступил Даниилу Медведеву. 
На Открытом чемпионате Австралии по теннису в 2022 году австралиец сумел добраться до третьего раунда, по ходу переиграв Юго Гастона и Диего Шварцмана. В третьем круге уступил американцу Максиму Кресси. 
В феврале 2023 года дошёл до четвертьфинала на турнире ATP 250 в Катаре. 

## Рейтинг на конец года
| Год  | Одиночный рейтинг | Парный рейтинг |
| 2022 | 78                | 560 Т          |
| 2021 | 175               | 1170           |
| 2020 | 120               | 699            |
| 2019 | 119               | 640            |
| 2018 | 0                 | 620 Т          |
| 2017 | 393               | 680            |
| 2016 | 237               | 0              |
| 2015 | 570               | 864            |